# Mga (fiume)
Il Mga (in russo Мга?; in finlandese Mujajoki) è un affluente di sinistra della Neva. Scorre nel rajon Kirovskij dell'oblast' di Leningrado.
Il fiume ha origine dal lago Maluksinskij nelle torbiere a sud di Naziia. La foce del fiume si trova a 55 km dalla foce della Neva. La lunghezza è di 93 km, il bacino idrografico è di 754 km².